# Verme luminoso
Con il termine vermi luminosi (in inglese glowworm o glow-worm) si indicano in modo generico vari gruppi di larve d'insetto e di femmine larviformi che brillano per bioluminescenza. Essi includono membri delle famiglie Elateridae, Lampyridae, Phengodidae e Rhagophthalmidae tra i coleotteri; nonché membri dei generi Arachnocampa, Keroplatus e Orfelia tra i moscerini dei funghi cheroplatidi.

## Coleotteri
Quattro famiglie di coleotteri sono bioluminescenti. Le femmine larviformi senza ali e le larve di queste specie bioluminescenti sono note di solito come "vermi luminosi". I maschi con le ali possono o no esibire la bioluminescenza. La loro luce può essere emessa come lampi o come un bagliore costante, e variano di solito per colore da verde, giallo ad arancione. Le famiglie sono strettamente imparentate e sono tutti membri della superfamiglia degli Elateroidea (in inglese click beetles). Le analisi filogenetiche hanno indicato che la bioluminescenza può avere un'unica origine evolutiva tra le famiglie Lampyridae, Phengodidae e Rhagophthalmidae; ma è probabile che si sia sviluppata indipendentemente tra gli Elateridae.
- Famiglia Elateridae - (Click beetles) Delle 10.000 specie stimate classificate sotto questa famiglia, circa 200 specie delle regioni tropicali delle Americhe e di alcune isole della melanesia sono bioluminescenti. Sono tutte membri della sottofamiglia Pyrophorinae, tranne che per una specie, Campyloxenus pyrothorax, che appartiene alla sottofamiglia Campyloxeninae.
- Famiglia Lampyridae - Le vere lucciole. Contiene circa 2.000 specie in tutto il mondo.
- Famiglia Phengodidae - Solitamente noti come glowworm beetles. Contiene circa 230 specie endemiche del Nuovo Mondo. Questa famiglia include anche i vermi della ferrovia, che sono unici tra tutti gli organismi bioluminescenti terrestri a produrre una luce rossa.[1]
- Famiglia Rhagophthalmidae - Contiene circa 30 specie presenti in Asia. La validità di questa famiglia non è stata completamente risolta. Rhagophthalmidae era un tempo considerata una sottofamiglia dei Phengodidae prima di essere trattata come una famiglia distinta. Alcuni autori ora credono che dovrebbe essere classificata sotto i Lampyridae.

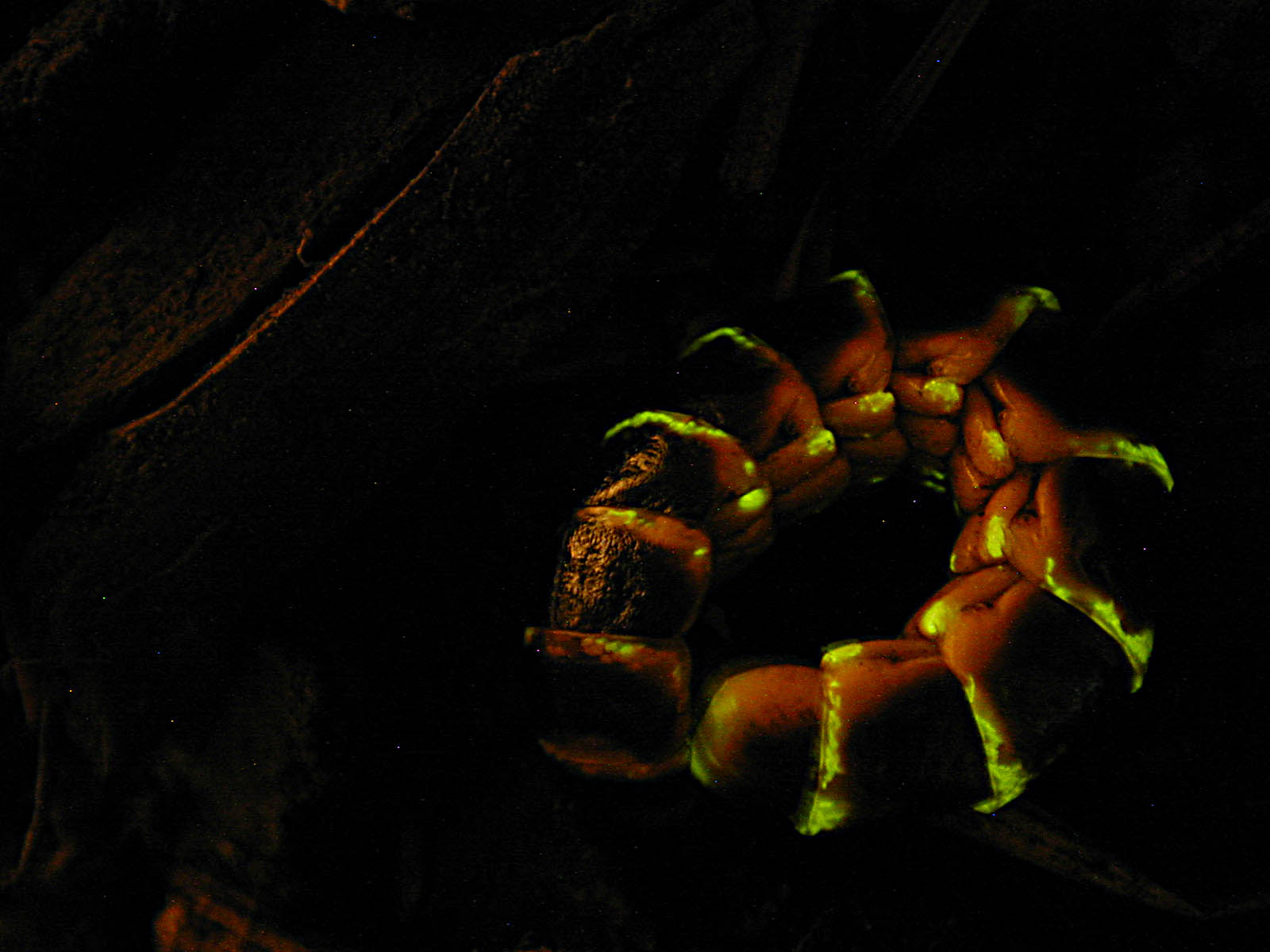
Phengodidae: larva o femmina larviforme del verme luminoso a strisce occidentale (Zarhipis integripennis)
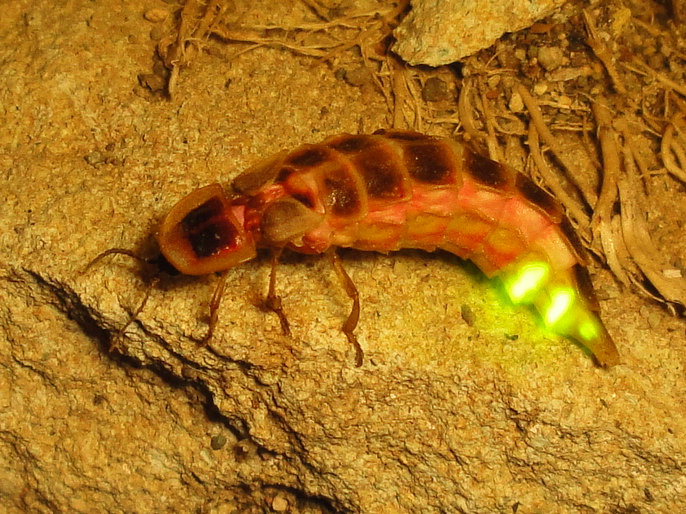
Lampyridae: verme luminoso comune femmina (Lampyris noctiluca) da Assos, Turchia
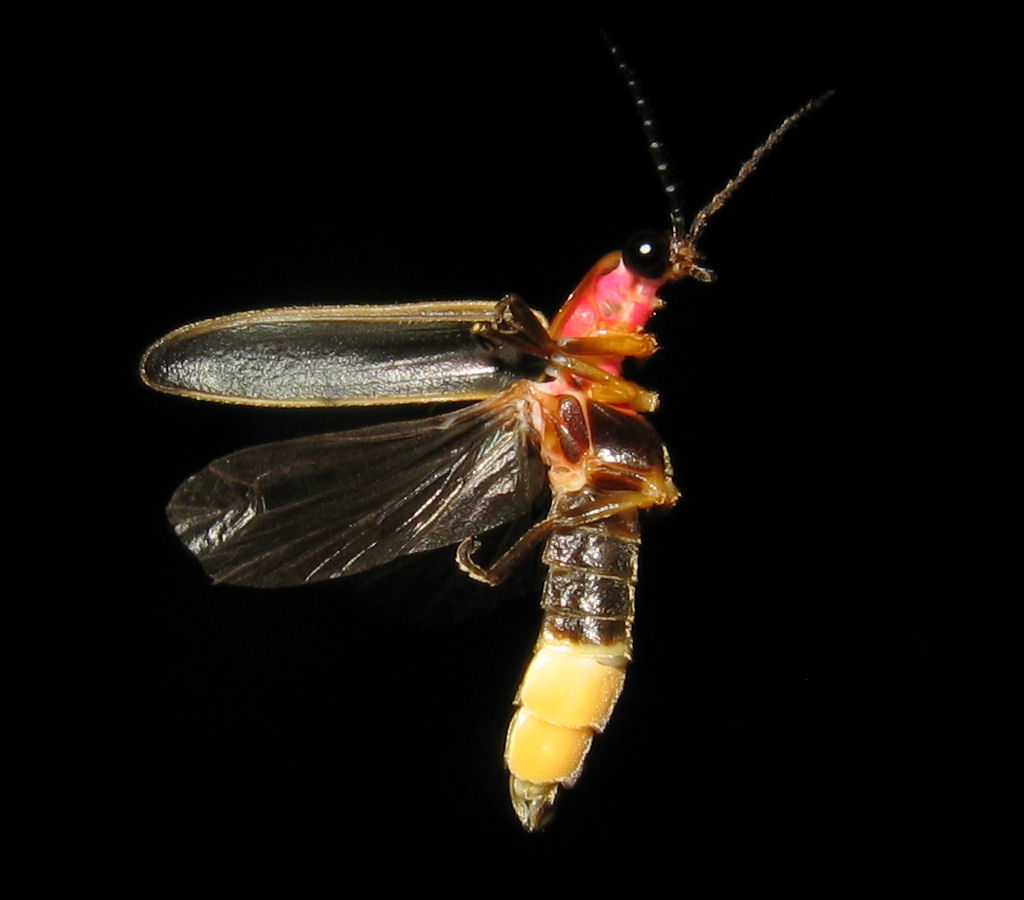
Lampyridae: lucciola orientale comune (Photinus pyralis) da Evansville, Indiana
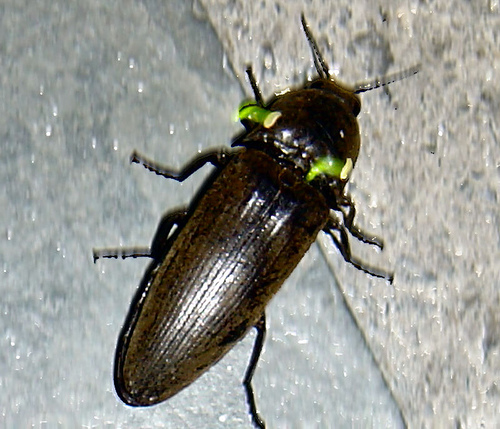
Elateridae: click beetle dalla testa luminosa maschio (Pyrophorus noctilucus) dalla Giamaica

## Moscerini dei funghi
Tre generi di moscerini dei funghi sono bioluminescenti e chiamati "vermi luminosi" nel loro stadio larvale. Essi producono una luce verde-azzurra. Le larve tessono ragnatele appiccicose per catturare il cibo. Si trovano nelle grotte, negli strapiombi, nelle cavità delle rocce e in altre zone umide e riparate. Di solito sono classificati sotto la famiglia Keroplatidae, ma questo non è universalmente accettato e alcuni autori li collocano invece sotto i Mycetophilidae. Malgrado le somiglianze nella funzione e nell'aspetto, i sistemi bioluminescenti di questi tre generi non sono omologhi e si ritene che si siano evoluti separatamente.
- Genere Arachnocampa - circa cinque specie che si trovano solo in Nuova Zelanda e in Australia. Il membro più noto di questo genere è il verme luminoso della Nuova Zelanda, Arachnocampa luminosa. Le larve sono predatrici e usano le loro luci per adescare la preda nelle loro tele.[5]
- Genere Orfelia - a volte noti come "dismaliti". Contiene un'unica specie, Orfelia fultoni, che si trova solo in America settentrionale. Come Arachnocampa spp., le loro larve sono predatrici e usano le loro, luci per attirare la preda.
- Genere Keroplatus - si trova in Eurasia. Diversamente da Arachnocampa ed Orfelia, le larvae di Keroplatus si nutrono di spore fungine.[6] Si ritiene che la loro bioluminescenza non abbia alcuna funzione e sia vestigiale.[2]

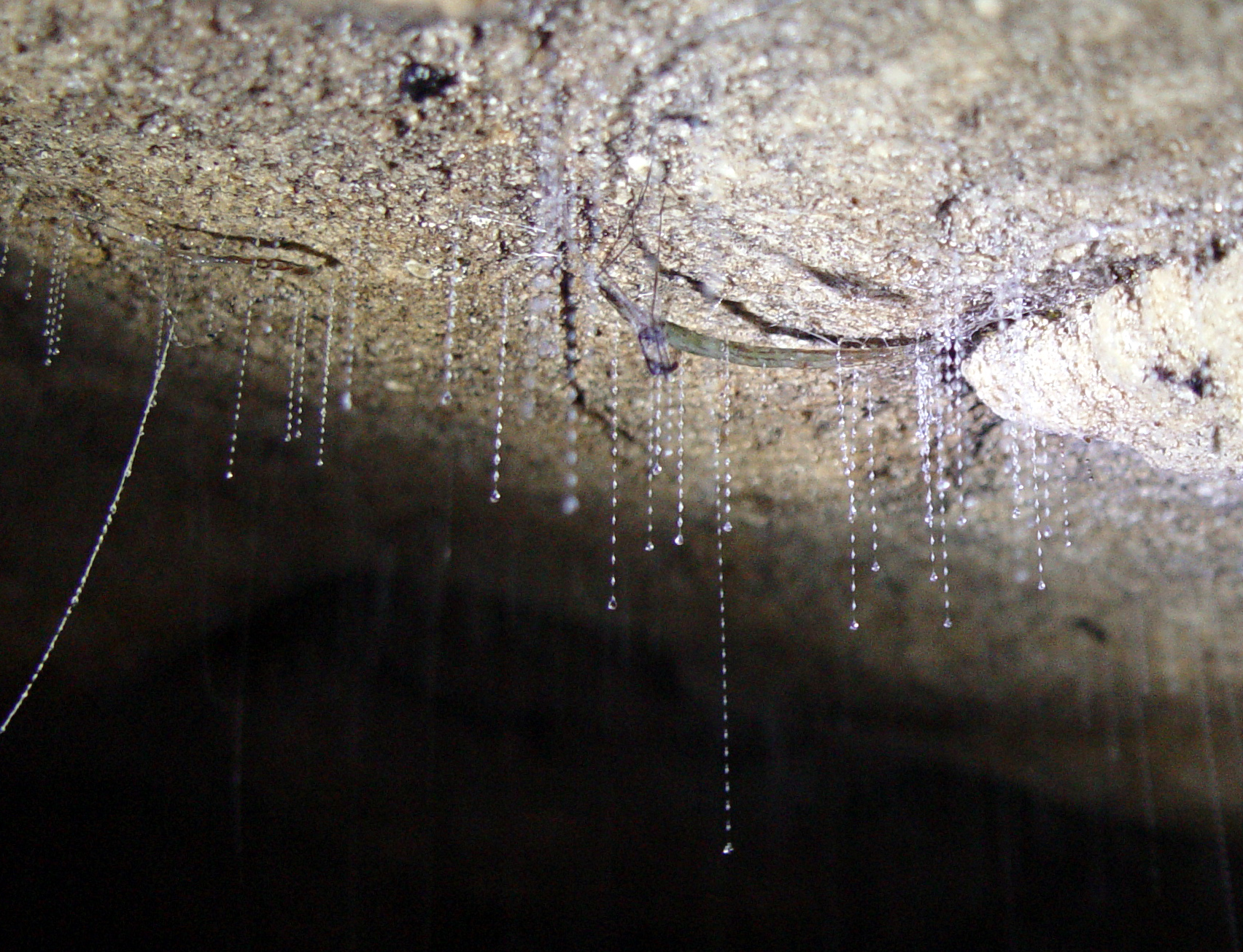
Due vermi luminosi della Nuova Zelanda (Arachnocampa luminosa) dalle grotte di Waitomo della Nuova Zelanda
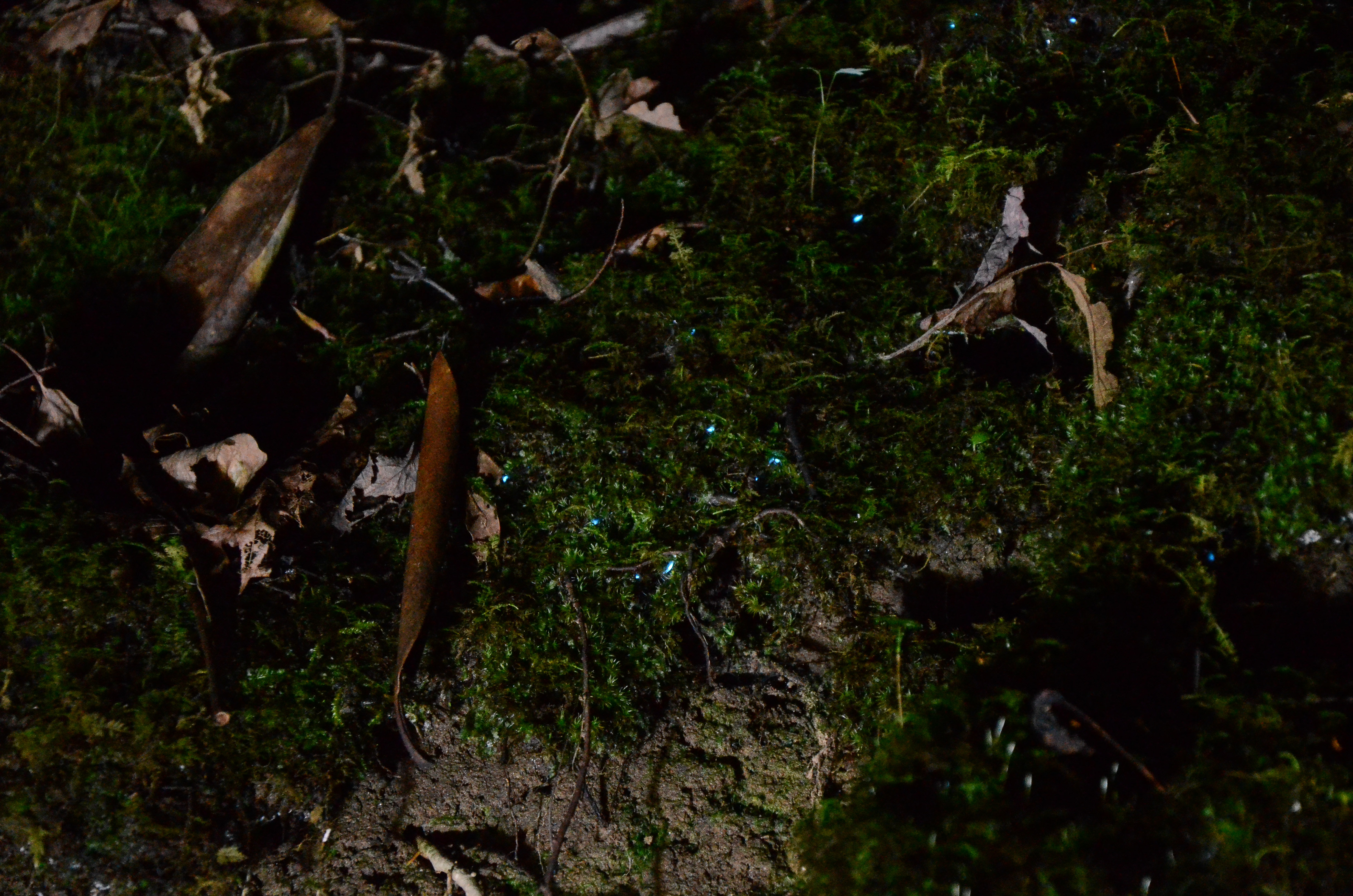
Orfelia fultoni tra il muschio ad Anna Ruby Falls, Georgia

## Ciclo di vita di un verme luminoso
Il verme luminoso attraversa un ciclo di vita olometabolico; una trasformazione da uovo a larva, a pupa, ad adulto. I vermi luminosi nelle grotte di Waitomo raffigurati sopra sono la specie locale, Arachnocampa flava, che si trovano solo nelle aree delle foreste pluviali del Queensland sudorientale.